# Across the Tracks
Across the Tracks (Triunfo amargo, en español), es una película independiente de 1991 de drama sobre atletismo. Estuvo dirigida y escrita por Sandy Tung.

## Trama
Es la historia de dos hermanos que se han ido en diferentes caminos en su pasado, y que ahora deben lidiar el uno con el otro. Joe (Brad Pitt) es el mayor de los dos. Es un buen estudiante y corredor que ha ganado una beca de atletismo en la Universidad Stanford. Billy (Rick Schroder), por otra parte, es un delincuente involucrado en drogas y crímenes. Mientras la historia comienza, ha sido liberado de reforma escolar después se cumplir una condena por un intento fallido de robo de autos. Mientras Billy trata de enmendar su vida pasada, no es una tarea fácil. Joe todavía tiene un montón de resentimiento por lo que Billy hizo pasar a su madre viuda (Carrie Snodgress), y siente que el regreso de Billy es un esfuerzo innecesario en la familia.

## Elenco
- Rick Schroder - Billy Maloney
- Brad Pitt - Joe Maloney
- Carrie Snodgress - Rosemary Maloney
- David Anthony Marshall - Louie
- Thomas Mikal Ford - Coach Walsh
- Annie Dylan - Linda
- Jack McGee - Frank